# Gottfried Helnwein
Gottfried Helnwein, född 8 oktober 1948 i Wien, är en österrikisk-irländsk konstnär som arbetar med måleri, fotografi och performancekonst.

## Biografi
Helnwein studerade 1969-1973 vid Wiens konstakademi, där han 1970 tilldelades ett så kallat "Meisterschulpreis". Han är flerfaldigt belönad även senare. Hans tidiga verk består huvudsakligen av hyperrealistiska akvareller som skildrar skadade barn, och performances på offentliga platser, ofta tillsammans med barn. Helnwein är en konceptuell konstnär som framför allt intresserar sig för psykisk och social ångest, historiska frågor och politiska ämnen. Följaktligen betraktas ofta hans verk som provocerande och kontroversiella. Han har arbetat som målare, tecknare, fotograf, muralmålare, skulptör och performancekonstnär, och använt en mångfald tekniker och medier. Helnwein är även känd för sin scenografiscenografi åt teater-, balett- och operaproduktioner, bland annat vid Staatsoper Hamburg, Volksbühne Berlin och Los Angeles Opera. Bland hans kändare verk är en parodi på den berömda Edward Hopper-målningen Nattugglor.
År 1982 erbjöds Helnwein en professur vid Universitet för tillämpad vetenskap i Hamburg men tackade nej. 1985 hade han en separatutställning på Albertina i Wien.
Rudolf Hausner rekommenderade Helnwein som sin efterträdare som professor vid Wiens konstakademi, men Helnwein lämnade Wien och flyttade till Tyskland. Filmen ”Helnwein”, samproducerad av tysk och österrikisk tv, fick Adolf-Grimme-priset för bästa tevedokumentär, Eduard-Rhein-priset och Goldenen Kader-priset. Under denna period började Helnwein, vid sidan av sina realistiska verk även att utveckla abstrakta, expressiva stilar i sitt måleri. År 1988 reste han till minne av ”Kristallnacht” en 100 meter lång installation i Kölns centrum, mellan Ludwig Museum och Kölns Katedral. Sedan dess har storskaliga installationer på offentliga platser blivit en viktig del av hans arbete.
1990 började Helnwein fokusera på digitalfotografi och datoralstrade bilder som han ofta kombinerar med klassiska oljefärgstekniker. 1994 stod han för scendesign, kostym och smink för ”Macbeth”, en produktion av Hans Kresniks Koreografiska Teater på Volksbühne i Berlin. Stycket fick Berlins Teaterpris.
1997 flyttade Helnwik till Irland och blev några år senare även irländsk medborgare.
Den Ryska Statens Museum i Sankt Petersburg anordnade en retrospektiv utställning med Helnwein och publicerade en monografi om honom.
År 2000 ställde San Francisco Museum of Modern Art, Los Angeles County Museum of Art och andra amerikanska museer ut Helnweins verk. 2001 stod han för scen- och kostymdesign för Hamburgische Staatsopers uppsättning av ”Rucklarens Väg” (Igor Stravinskij). Följande år etablerade han en ateljé i Los Angeles.
2003 var det premiär för Helnweindokumentären ”Neunter November Nacht” (Natten den nionde november) på Museum of Tolerance, Simon Wiesenthal Center, Los Angeles. I samarbete med Marilyn Manson skapade han multimediaprojektet ”The Golden Age of Grotesque”. Han har även genomfört video- och filmprojekt med skådespelaren Sean Penn. 2004 hölls Helnweins separatutställningen ”The Child” på California Palace of the Legion of Honor, San Francisco Fine Arts Museums. Han har samarbetat med Maximilian Schell i "Rosenkavalieren” (Richard Strauss) på Los Angeles Opera och Israeli Opera i Tel Aviv.
Nationella Konstmuseet i Peking har visat ett Helnwein-retrospektiv. År 2006 "Face it", hölls separatutställning på Lentos Museum för modern konst i Linz.

## Verk
The Child, Works by Gottfried Helnwein

Separatutställning 2004, San Francisco Fine Arts Museums

Robert Flynn Johnson, Harry S. Parker

(ISBN 0-88401-112-7)
 Robert Flynn Johnson, Helnwein
Face it, Works by Gottfried Helnwein

Separatutställning 2006, Lentos Moderna konstmuseet Linz

Stella Rollig, Thomas Edlinger, Nava Semel

Christian Brandstätter, Wien 2006

(ISBN 3-902510-39-0)
 Stella Rollig, Helnwein
Helnwein, Monograph

Gottfried Helnwein, Retrospektiv 1997

Ryska Statens Museum St. Petersburg

Alexander Borovsky, Curator for Contemporary Art

Klaus Honnef, Peter Selz, William Burroughs, Heiner Müller, H.C. Artmann

Palace Edition, 1997(ISBN 3-930775-31-X), Koenemann, 1999 (ISBN 3-8290-1448-1)
Klaus Honnef, Helnwein - The Subversive Power of Art
 Alexander Borovsky, The Helnwein Passion

Helnwein - Ninth November Night

The Documentary, Museum of Tolerance, Simon Wiesenthal Center, Los Angeles, 2003

Johnathon Keats, Simon Wiesenthal
 Jonathon Keats, The Art of Humanity

Helnwein - Ninth November Night, Museum of Tolerance, Simon Wiesenthal Center, Los Angeles